# Шесцивлукі
Шесцивлукі (пол. Sześciwłóki) — село в Польщі, у гміні Віжайни Сувальського повіту Підляського воєводства.
Населення — 31 особа (2011).
У 1975-1998 роках село належало до Сувальського воєводства.

## Демографія
Демографічна структура станом на 31 березня 2011 року:
|          | Загалом | Допрацездатний вік | Працездатний вік | Постпрацездатний вік |
| -------- | ------- | ------------------ | ---------------- | -------------------- |
| Чоловіки | 17      | 5                  | 9                | 3                    |
| Жінки    | 14      | 1                  | 9                | 4                    |
| Разом    | 31      | 6                  | 18               | 7                    |